# A touch of brimstone
A touch of brimstone is een verzamelalbum van de Nederlandse muziekgroep Beequeen. Het bevatte een verzameling tracks die gedurende de jaren door de band waren opgenomen, maar die gedurende diezelfde jaren uitverkocht raakten of sowieso niet verkrijgbaar waren. De compact disc ging gepaard met een 32 bladzijden bevattend boekwerkje met geschiedenis van en commentaar op de muziek. Het album zou in eerste uitgegeven worden in 1999 bij het tienjarig bestaan van de band, maar commerciële moeilijkheden (geen platenlabel, geen geld, enzovoorts) zorgden voor uitstel. 

## Tekst
- Frans de Waard en Freek Kinkeleer – zang en (elektronische) muziekinstrumenten.

## Tracklist
| Nr. | Titel                                                                      | Duur |
| --- | -------------------------------------------------------------------------- | ---- |
| 1.  | rainhas des abelhas (eerste track van Scala Destillans, met Dennis Cooper) |      |
| 2.  | meta phaze 1                                                               |      |
| 3.  | meta phaze 2                                                               |      |
| 4.  | meta phaze 3                                                               |      |
| 5.  | meta phaze 5 (meta phaze 4 onbekend)                                       |      |
| 6.  | a touch of brimstone (opname uit 1995, paste nergens bij)                  |      |
| 7.  | a silent chair (opname uit 1995)                                           |      |
| 8.  | suite 31-28 (nooit eerder verschenen)                                      |      |
| 9.  | in die dagen (origineel voor Mappa mundi)                                  |      |
| 10. | jenseits der stille (origineel voor Music for the Head Ballet)             |      |